# У лісі
«У лісі» (англ. Within the Woods) — американський короткометражний фільм жахів 1978 року режисера Сема Реймі.
Четверо друзів приїжджають на відпочинок до заміського будинку в лісі. Один з хлопців, викопавши на кладовищі старовинний кинджал, накликає на себе та інших прокляття.

## Сюжет
Четверо друзів, Брюс, Еллен, Скотт і Шеллі, приїжджають на вихідні до заміського будинку. За ними з лісу в той час спостерігає невидима сила. Брюс і Еллен вирушають на пікнік до лісу, залишивши Скотта і Шеллі у будинку. В дорозі Брюс розповідає Еллен, що тут колись було індіанське кладовище, тому всі, хто потривожать могили, будуть прокляті. Вона не вірить і піднімає його на сміх. Згодом на галявині Брюс відкопує давній ритуальний ніж. Пара лежать на траві, Брюс знову починає розмову про індіанське прокляття. Еллен засинає, а прокинувшись виявляє, що Брюса немає поряд, і починає його шукати.
Еллен знаходить Брюса вбитим, ніби його багато разів кололи кинджалом. Нажахана, вона біжить до будинку розповісти про це друзям. Скотт вважає, що все це розіграш, і йде на пошуки Брюса. Проте Скотт сам зникає, а потім приходить Брюс, одержимий злим духом. Він заколює Шеллі кинджалом, а Еллен ховається в будинку. Вона кидає в нападника ніж, але влучає в Скотта, який щойно повернувся. Стікаючи кров'ю, Скотт радить знайти зброю в підвалі.
Спускаючись у підвал, Еллен ламає сходинку і травмується. Взявши пістолет, вона вибирається на поверхню, але Скотта до того часу вже зарізано. Одержимий Брюс нападає на Еллен, та вона відрубує йому руку, що тримає кинджал. Брюс б'є дівчину, проте Еллен хапає руку з кинджалом і заколює його. Потім вона розрубує знекровлене тіло, аж раптом позаду з'являється одержимий Скотті. Екран гасне, лишаючи фінал невизначеним.

## У ролях
- Брюс Кемпбелл — Брюс
- Еллен Сендвайсс — Еллен
- Мері Валентай — Шеллі
- Скотт Шпігель — Скотті

## Знімальна група
- Кінорежисер — Сем Реймі
- Сценарист — Сем Реймі
- Кінооператор — Тім Філо
- Кіномонтаж — Сем Реймі[1].

## Сприйняття
Фільм має позитивні відгуки: на сайті Internet Movie Database його оцінка становить 6,7/10 на основі 2 тисяч голосів.